# Liste von Posaunisten
In die Liste von Posaunisten sind Namen von Posaunisten eingetragen, die umfassende Bekanntheit erlangt haben und die Relevanzkriterien erfüllen. Die Namen in der Liste sind alphabetisch sortiert. Falls noch kein Artikel angelegt worden ist, wird bei neuen Eintragungen um eine kurze, stichpunktartige Information über Lebensdaten, Wirkungsstätten und gegebenenfalls besondere Leistungen wie Uraufführungen oder Ersteinspielungen gebeten.

## A
- Werner Aldinger (* 1958), Jazz-Posaunist und Musikproduzent
- Mats Äleklint (* 1979), Jazz-Posaunist
- Joseph Alessi (* 1959), klassischer Posaunist (New Yorker Philharmoniker, Dozent Juilliard School)
- Dirk Amrein (* 1969), klassischer Posaunist
- Ray Anderson (* 1952), Jazzposaunist und Komponist
- Magnus F. Andersson (* 1953), Jazz-Posaunist und Komponist
- Willie Applewhite (* 1984), Jazz-Posaunist
- Wolfram Arndt (* 1964), klassischer Posaunist, ehemaliger Soloposaunist bei den Berliner Philharmonikern, seit 1997 Professur in München
- Ebba Åsman (* 1998), Jazzposaunist
- Callum Au (* um 1990), Jazzposaunist, auch Euphonium und Bassposaunist

## B
- Armin Bachmann (* 1960), Posaunist (auch Bassposaune), zeitweise Hochschullehrer
- Robert Bachner (* 1972), Jazz-Posaunist, Komponist und Bandleader
- Buddy Baker (* 1932), klassischer und Jazzposaunist, Hochschullehrer
- Chris Barber (1930–2021), Jazz-Posaunist, Sänger und Bandleader
- Dave Bargeron (1942–2025), Jazz-Posaunist, Tubaspieler und Bandleader
- Shannon Barnett (* 1982), Jazz-Posaunistin
- Johannes Bauer (1954–2016), Jazz-Posaunist
- Konrad bzw. Conny Bauer (* 1943), Jazz-Posaunist
- Toni Belenguer (1978–2020), Jazz-Posaunist und Hochschullehrer
- Frederic Belli (* 1982), klassischer Posaunist (Soloposaunist SWR Sinfonieorchester)
- Henning Berg (* 1954), Jazz-Posaunist, Komponist und Hochschullehrer
- Frieder W. Bergner (* 1954), Jazz-Posaunist, Komponist, Autor
- Willy Berking (1910–1979), Posaunist, Komponist und Orchesterleiter (HR-Tanzorchester)
- Eddie Bert (1922–2012), Jazz-Posaunist
- Milt Bernhart (1926–2004), Jazz-Posaunist
- Harold Betters (1928–2020), Jazz-Posaunist
- Werner Beyer (1920–1997), Bassposaunist der Sächsischen Staatskapelle Dresden und Hochschullehrer
- Ernst Bigler (* 1946), Jazzposaunist
- Johannes Bigler (* 1962), Bassposaunist, Luzerner Sinfonieorchester
- Uli Binetsch (* 1961), Jazz- und klassischer Posaunist
- Big Bill Bissonnette (1937–2018), Jazzposaunist
- Dan Blacksberg (* 1980), Jazzposaunist
- Sam Blakeslee (* 1989), Jazzposaunist, Komponist
- Jules Blangenois (1870–1957), klassischer Posaunist, Dirigent, Komponist und Hochschullehrer
- Jonathan Böbel (* 1998), Jazzposaunist, Komponist
- Jacques Bolognesi (* 1947), Jazzposaunist, Multiinstrumentalist
- Dany Bonvin (* 1964), Posaunist und Hochschullehrer (Münchner Philharmoniker)
- Luis Bonilla (* 1965), Jazzposaunist und Hochschullehrer
- Christiane Bopp (* 1971), Posaunistin (Alte und Neue Musik, Jazz, Improvisationsmusik)
- Jimmy Bosch (* 1959), Posaunist von Salsa, Latin Jazz und afrokubanischer Musik
- Paul Bourdiaudhy (* 1948), Jazzposaunist, auch Basstrompeter
- Ian Bousfield (* 1964), klassischer Posaunist (Wiener Philharmoniker, London Symphony Orchestra)
- Jean-François Bovard (1948–2003), Posaunist, genreübergreifend
- Joseph Bowie (* 1953), Jazz- und Funk-Posaunist
- Hermann Breuer (1942–2023), Jazzposaunist und -pianist
- Bob Brookmeyer (1929–2011), Jazzposaunist (Ventilposaune)
- Chris Brubeck (* 1952), Bassposaunist, genreübergreifend
- Andy Bruce (* 1969), Jazz- und Funkposaunist
- Eberhard Budziat (* 1961), Posaunist, genreübergreifend
- Campbell Burnap (1939–2008), Jazz-Posaunist

## C
- Gunhild Carling (* 1975), Jazz-Posaunistin und Multiinstrumentalistin
- Daniel Casimir (* 1967), Jazz-Posaunist (Altposaune)
- Mattis Cederberg (* 1971), Jazz-Posaunist (Bassposaune, auch Cimbasso)
- William Cepeda (* 1960), Jazz-Posaunist
- Jimmy Cheatham (1924–2007), Jazz-Posaunist
- Nabou Claerhout (* 1993), Jazz-Posaunistin
- Jimmy Cleveland (1926–2008), Jazz-Posaunist
- Alfred Cobbs (≈1915–2002), Jazz-Posaunist
- Abbie Conant (* 1955), klassische Posaunistin, Soloposaunistin der Münchener Philharmoniker (1980–1993), seit 1992 Professorin an der Hochschule für Musik in Trossingen
- Ray Conniff (1916–2002), Komponist, Arrangeur, Orchesterleiter und Jazzposaunist
- Sonny Costanzo (1932–1993), Jazz-Posaunist
- Eric Crees (* 1952), klassischer Posaunist, Lehrer, Arrangeur und Komponist für Blechbläsermusik
- Chris Crenshaw (* 1982), Jazz-Posaunist und Komponist
- Enrique Crespo (1941–2020), klassischer Posaunist, Arrangeur und Komponist für Blechbläsermusik
- Theon Cross (* 1993), Jazz-Tubist und -Posaunist
- Ben Cruiming (* 1956), klassischer Posaunist, Netherlands Symphony Orchestra

## D
- Roland Dahinden (* 1962), Posaunist (Neue Musik, Jazz) und Komponist
- Michael Davis (*  1961 ), Jazz-Posaunist
- Steve Davis (* 1967), Jazzposaunist
- Stuart Dempster (* 1936), klassischer Posaunist und Didgeridoospieler
- Willie Dennis (1926–1965), Jazzposaunist
- Jérôme Descamps (* 1973), Jazzposaunist
- Vic Dickenson (1906–1984), Jazzposaunist
- Nicolo Dorati (1519–1593), Posaunist, Kapellmeister und Komponist
- Tommy Dorsey (1905–1956), Jazzposaunist (auch Trompeter)
- David Dove (* um 1970), Jazzposaunist, auch Improvisationsmusiker
- Don Drummond (1934–1969), Posaunist

## E
- Alois Eberl (* 1986), klassischer und Jazzposaunist
- Morris Ellis (1929–2017), Jazzposaunist (auch Bassposaune)
- Ralph Eppel (* 1951), Jazzposaunist
- Karel Eriksson (* 1988), Jazzposaunist (auch Bassposaune)
- Fatih Erkoç (* 1953), Jazzposaunist und Sänger
- Robin Eubanks (* 1955), Jazzposaunist
- Wendell Eugene (1923–2017), Jazzposaunist
- Bill Evans (1936–2019), Jazzposaunist

## F
- Peter Feil (1962–2018), Jazzposaunist
- Eric Felten (*  1964 in Phoenix, Arizona), Jazzposaunist
- Glenn Ferris (* 1950), Jazzposaunist und Komponist
- Hansjörg Fink (* 1969), Posaunist und Komponist
- Sören Fischer (* 1964), Jazzposaunist
- Carl Fontana (1928–2003), Jazzposaunist
- Barry Forgie (* 1939), Jazzposaunist, Bigband-Leader
- Bernard Fowler (* 1960), Jazz- und Funkposaunist
- Bruce Fowler (* 1947), Jazzposaunist und Komponist
- William Franklin (1906–?), Jazzposaunist
- Stefan Fritzen (1940–2019), Posaunist und Orchesterleiter
- Felix Fromm (* 1977), Jazzposaunist und Hochschullehrer
- Curtis Fuller (1934–2021), Jazzposaunist
- Gerhard Füßl (* 1968), Posaunist, Mitglied bei Mnozil Brass, Dozent am Mozarteum Salzburg

## G
- Manfred Gätjens (1926–2011), Jazzposaunist, auch Perkussionist
- Clark Gayton (* 1963), Jazzposaunist, auch Euphoniumspieler
- Matthew Gee (1925–1979), Jazzposaunist
- Markus Geiselhart (* 1977), Jazzposaunist, auch Bassposaunist
- Auwi Geyer (* 1957), Jazzposaunist
- Vinko Globokar (* 1934), klassischer Posaunist (Hochschullehrer) und Komponist
- Miff Görling (1909–1998), Jazzposaunist
- Martin Göß (1936–2018), Orchesterposaunist und Hochschullehrer
- Christhard Gössling (* 1957), Hochschullehrer, Mitglied der Berliner Philharmoniker
- Clemens Gottwald (* 1995), Jazzposaunist, auch Bassposaune
- Mathias Götz (* 1972), Jazzposaunist
- László Gőz (* 1954), klassischer und Jazzposaunist
- Wycliffe Gordon (* 1967), Jazzposaunist, Multiinstrumentalist
- Dan Gottshall (* 1961), Jazzposaunist
- Mickey Gravine (1932–2023), Jazzposaunist
- Bennie Green (1923–1977), Jazzposaunist
- Urbie Green (1926–2018), Jazzposaunist
- Al Grey (1925–2000), Jazzposaunist

## H
- Paul Haag (1942–2022), Jazzposaunist, auch Alphornbläser
- Dick Halligan (1943–2022), Jazzposaunist, später Keyboarder
- Slide Hampton (1932–2021), Jazzposaunist (auch Tuba, Arrangements)
- Rolf Handrow (* 1950), deutscher Posaunist, Gewandhausorchester zu Leipzig
- Simon Harrer (* 1978), Jazzposaunist
- Craig Harris (* 1953), Jazzposaunist
- Dickie Harris (1918–2009), Jazzposaunist
- Bill Hartman (1943–2022), klassischer und Jazzposaunist und Hochschullehrer
- Antonia Hausmann (* 1990), Jazzposaunistin
- Jon Hatamiya (* ≈1992), Jazzposaunist
- Tony Haynes (1941–2024), Jazzposaunist und Bandleader
- Ted Heath (1902–1969), Jazzposaunist und Bandleader
- Robert Hedemann (* 1991), Jazzposaunist (Bassposaune, auch Tuba)
- Peter Hedrich (* 1993), Jazzposaunist
- Jürgen Heinel (1944–2015), klassischer Posaunist, Soloposaunist der Staatskapelle Berlin, Lehrbeauftragter an der Hochschule für Musik „Hanns Eisler“
- Mauretta Heinzelmann (* 1965), Jazzposaunistin (auch Geige) und Journalistin
- Hugo Helfenstein (* 1953), Jazzposaunist (auch Trompete)
- Tim Hepburn (* 1987), Jazzposaunist (auch Euphonium)
- Peter Herbolzheimer (1935–2010), Jazzposaunist, Bandleader
- Conrad Herwig (* 1959), Jazzposaunist
- J. C. Higginbotham (1906–1973), Jazz-Posaunist
- Scott Hill (1947–2018), Jazzposaunist
- Shirley Anne Hofmann (* 1959), Jazzposaunistin (auch Euphonium und weitere Blechblasinstrumente)
- Bernhard Holl (* 1984), Posaunist, Komponist und Arrangeur
- Olle Holmquist (1936–2020), Posaunist, Tubist
- Manfred Honetschläger (* 1959), Jazzposaunist (auch Bassposaune), Komponist und Arrangeur
- Otto Hornek (* 1967), Posaunist, Komponist und Arrangeur
- Bill Hughes (1930–2018), Jazzposaunist
- Bernard Hunnekink (* 1946), Jazzposaunist und Komponist
- Ernst Hutter (* 1958), klassischer Posaunist und Jazzposaunist

## J
- Quentin Jackson (1909–1976), US-amerikanischer Jazz-Posaunist
- Allen Jacobson, kanadischer klassischer und Jazz-Posaunist, Dirigent (u. a. Symphonieorchester Baden-Baden), Sänger und Hochschullehrer (Mannheim, Mainz, Frankfurt)
- Jievaras Jasinskis (* 1989), litauischer Jazzposaunist
- Jan Jirucha (1945–2005), tschechischer Posaunist und Jazzsänger
- J. J. Johnson (1924–2001), US-amerikanischer Jazz-Musiker (Posaune, Komposition, Arrangement)
- Rudolf Josel (* 1939), österreichischer klassischer und Jazz-Posaunist

## K
- Dick Kaart (1930–1985), Jazzposaunist
- Hans Kämper (* 1949), Jazzposaunist
- Alexander Katz (1949–2021), Jazzposaunist
- Hubert Katzenbeier (* 1936), Jazzposaunist
- Karl Kautzky (* 1948), Posaunist, Komponist und Arrangeur
- Butch Kellem (* 1944), Jazzposaunist
- Robinson Khoury (* 1995), Jazzposaunist
- Knut Kiesewetter (1941–2016), Jazzposaunist, hauptsächlich Sänger
- Zoltán Kiss (* 1980), Posaunist, Mitglied bei Mnozil Brass
- Alisa Klein (* ≈1990), Jazzposaunistin
- Adrian Kleinlosen (* 1987), Jazzposaunist
- Erich Kleinschuster (1930–2018), Posaunist des Modern Jazz und Hochschullehrer
- Jimmy Knepper (1927–2003), Jazzposaunist
- Carla Köllner (* 1993), Jazzposaunistin
- Silvan Koopmann (* 1948), klassischer und Jazzposaunist, Hochschullehrer an der Hochschule für Musik Nürnberg
- Robert Kozánek (* 1978), Posaunist, Tenorhornspieler (Tschechische Philharmonie Prag)
- Olaf Krumpfer (1961–2018), Professor an der Hochschule für Musik Dresden „Carl Maria von Weber“ und ehemaliger 1. Soloposaunist in der Dresdner Philharmonie
- Dietmar Küblböck (* 1963), Wiener Philharmoniker, Professor an der Universität für Musik und darstellende Kunst Wien
- Horst Küblböck (* 1939), Wiener Symphoniker, Professor an der Universität für Musik und darstellende Kunst Wien
- Sam Kulik (* ≈1983), Jazzposaunist

## L
- Jack Lacey (1911–1965), Jazz-Posaunist
- Julian Laine (1907–1957), Jazz-Posaunist
- Nils Landgren (* 1956), Jazz-Posaunist und Sänger
- Walter Lang (* 1957), Jazz-Posaunist
- Bernd Lechtenfeld (* 1959), Jazz-Posaunist
- Markus Lenzing (* 1967), klassischer Posaunist und Chorleiter
- George Lewis (* 1952), Jazz-Posaunist und Komponist
- Bart van Lier (* 1950), Jazzposaunist, Dozent Bundesjazzorchester
- Erik van Lier (* 1945), Bass-Jazzposaunist, Dozent Bundesjazzorchester, Mitglied der Kenny Clarke/Francy Boland Big Band
- Christian Lindberg (* 1958), klassischer Posaunist
- Ole Lindgreen (* 1938), Jazzposaunist
- Garrett List (1943–2019), klassischer Posaunist und Improvisationsmusiker, Komponist
- Melba Liston (1926–1999), Jazzposaunistin und Arrangeurin
- Anke Lucks (* 1974), Jazzposaunistin
- Thomas Lux (* 1978), klassischer Posaunist, bis 2018 Mitglied bei Harmonic Brass

## M
- Thierry Madiot (* 1963), Jazzposaunist
- Radu Malfatti (* 1943), Jazzposaunist und Improvisationsmusiker
- Rafi Malkiel (* 1972), Jazzposaunist und Komponist
- Willem van Manen (1940–2024), Jazzposaunist, Komponist und Bandleader (Contraband), Dozent am Sweelinck Conservatorium Amsterdam
- Albert Mangelsdorff (1928–2005), Jazzposaunist und Komponist
- Edgar Manyak (* 1967), Soloposaunist im Rundfunksinfonieorchester Berlin (RSB) und Professor an der Hochschule für Musik Basel
- Dave Martell (1959–2023), Jazzposaunist
- Geoffroy de Masure (* 1969), Jazzposaunist, Professor am Jazz-Institut Berlin
- Rich Matteson (1929–1993), Jazzposaunist, vor allem Euphonium- und auch Tubaspieler, Hochschullehrer an der University of North Florida
- Bob McChesney (* 1956), Jazzposaunist
- George McMullen (* ≈1965), Jazzposaunist
- Joe McPhee (* 1939), Jazzposaunist
- Adrian Mears (* 1969), Jazzposaunist, Arrangeur und Komponist
- Johan de Meij (* 1953), Dirigent, Posaunist, Arrangeur und Komponist
- Bob Mielke (1926–2020), Jazzposaunist
- Glenn Miller (1904–1944), Jazzposaunist, Bandleader und Komponist
- Joachim Mittelacher (1938–2017), Bass- und Kontrabassposaunist Bayreuther Festspiele, Professor der Universität der Künste Berlin
- Miff Mole (1898–1961), Jazzposaunist
- Ricardo Mollá Albero, Posaunist und Komponist
- Grahem Monchur III alias Grachan Moncur III (1937–2022), Jazzposaunist
- James Morrison (* 1962), Jazzposaunist
- Benny Morton (1907–1985), Jazzposaunist
- Ernst Mosch (1925–1999), Posaunist (auch Jazz)
- Robert Müller (1849–1909), Posaunist
- Christian Muthspiel (* 1962), Jazzposaunist

## N
- Grzegorz Nagórski (* 1964), Jazzposaunist
- Jacek Namysłowski (* 1982), Jazzposaunist
- Tricky Sam Nanton (1904–1946), Jazzposaunist im Duke Ellington Orchestra, innovatives Growl-Spiel (Wa-Wa)
- Jürgen Neudert (* 1970), Jazzposaunist, Professor an der HfM Nürnberg
- Ed Neumeister (* 1952), Jazzposaunist Komponist und Hochschullehrer (Graz, Luzern)
- Reinhard Nietert (* 1952), klassischer Posaunist (u. a. Oper Frankfurt, RSO Frankfurt, Frankfurt Brass), Hochschullehrer Dr. Hochs Konservatorium Frankfurt
- Ludwig Nuss (* 1961), Jazzposaunist (u. a. SDR Big Band, Solo- und Leadposaune bei der WDR Big Band Köln), Hochschullehrer am Jazz-Institut Berlin

## O
- Kid Ory (1886–1973), Jazzposaunist, prägte den New Orleans Jazz
- Mauro Ottolini (* 1972), Jazzposaunist, auch Tuba, Schneckenhörner und Sousaphon

## P
- Leonhard Paul (* 1967), Posaunist, Mitglied bei Mnozil Brass, Dozent an der Universität für Musik Wien
- Rita Payés (* 1999), Jazzposaunistin, Sängerin
- Simon Petermann (* 1982), Jazzposaunist
- Mike Pointon (1941–2021), Jazzposaunist
- Benny Powell (1930–2010), Jazzposaunist
- Morgan Powell (* 1938), Jazz- und klassischer Posaunist, Komponist
- Julian Priester (* 1935), Jazzposaunist und Komponist, Dozent am Cornish College, Detroit
- Hansjörg Profanter (* 1956), klassischer Posaunist, seit 1979 Soloposaunist beim Symphonieorchester des Bayerischen Rundfunks, auch Basstrompete, Tenor-Tuba
- Jim Pugh (* 1950), Jazzposaunist, Komponist und Hochschullehrer an der University of Illinois at Urbana-Champaign
- Zdeněk Pulec (1936–2010), Posaunist und Hochschullehrer an der Akademie der musischen Künste in Prag
- Werner Puntigam (* 1964), Jazzposaunist

## R
- Folke Rabe (1935–2017), Jazzposaunist und Komponist
- Phil Ranelin (* 1939), Jazzposaunist
- Eugen Reiche (1878–1946), Posaunist und Komponist
- Bill Reichenbach (* 1949), Bassposaunist, Jazz- und Studiomusiker
- Ilja Reijngoud (* 1972), Jazzposaunist, Hochschullehrer in Rotterdam
- Emory Remington (1892–1971), Posaunist und Pädagoge
- Moritz Renner (* 2001), Jazzposaunist
- Samuel Restle (* 1998), Jazzposaunist
- Nelson Riddle (1921–1985), Jazzposaunist
- Jörgen van Rijen (* 1975), klassischer Posaunist, Soloposaunist beim Concertgebouw-Orchester, Amsterdam
- George Roberts (1928–2014), Bassposaunist, Studiomusiker
- Janice Robinson (* 1951), Jazzposaunistin
- Rico Rodriguez (1934–2015)
- Annemarie Roelofs (* 1955), Posaunistin
- Barry Rogers (1935–1991), Salsa- und Jazzposaunist (auch Hornist)
- Marc Roos (* 1988), Jazzposaunist
- Marcello Rosa (1935–2024), Jazzposaunist
- Josh Roseman (* 1972), Jazzposaunist
- Armin Rosin (* 1939), Posaunist
- Frank Rosolino (1926–1978), Jazzposaunist
- Roswell Rudd (1935–2017), Jazzposaunist
- Julia Rüffert (* 1988), Jazzposaunistin
- Paul Rutherford (1940–2007), Posaunist der neuen Improvisationsmusik

## S
- Samúel Jón Samúelsson (* 1974), Jazz- und Funkposaunist, Bigband-Leader
- Ralph Sauer, ehem. Soloposaunist der Los Angeles Philharmonic
- Friedrich Schenker (1942–2013)
- Andreas Schickentanz (* 1961), Jazzposaunist
- Lucas Schmid (* 1956), Jazzposaunist, Manager der WDR Big Band
- Hubertus Schmidt (* 1965), Soloposaunist der Staatskapelle Halle sowie Konzertsolist und Lehrer
- Rainer A. Schmidt (* 1963), Indie-Rock/New-Wave-Posaunist
- Til Schneider (* 1981), Jazzposaunist, auch weitere Blasinstrumente
- Paul Schreckenberger (1930–2009), klassischer Posaunist
- Philipp Schug (* 1983), Jazzposaunist
- Matthias Schuller (* 1987), klassischer und Jazzposaunist
- Stefan Schulz (* 1971), Bassposaunist
- Stephan Schulze (* ≈1970), Jazzposaunist
- Oliver Siefert (* 1967), Soloposaunist des Hessischen Rundfunks
- Branimir Slokar (* 1946 in Maribor, Slowenien), Gründer des Slokar Quartets
- Raul de Souza (1934–2021), Jazzposaunist (Tenor-, Bass- und Ventilposaune)
- Hans Sparla (* 1955), Jazzposaunist
- Earle Spencer (* 1926), Jazzposaunist und Orchesterleiter
- Lisa Stick (* 1987), Jazzposaunistin
- Bjoern Strangmann (* 1965), Jazzposaunist
- Fred Sturm (1951–2014), Jazz- und Fusionposaunist und Orchesterleiter, Arrangeur
- Mike Svoboda (* 1960), klassischer Posaunist und Improvisationsmusiker

## T
- Mindaugas Tamošiūnas (1934–2011), Posaunist und Orchesterleiter
- Dave Taylor (* 1944), Jazzposaunist
- Jack Teagarden (1905–1964), Jazzposaunist
- Phil Teele (* 6. Juni 1942 in Ottumwa, Iowa), klassischer Bassposaunist
- Eje Thelin (1938–1990), Jazzposaunist
- Juan Tizol (1900–1984), Jazzposaunist
- Toyoji Tomita (1951–2008), Posaunist der neuen Improvisationsmusik, auch Didgeriduspieler
- Alan Tomlinson (1947–2024), Posaunist der neuen Improvisationsmusik
- Sheila Tracy (1934–2014), Jazzposaunistin und Sängerin, Radiomoderatorin
- Josef Traindl (1947–2008), Jazzposaunist
- Maria Trautmann (* 1990), Jazzposaunistin
- Maxine Troglauer (* 1995), Bassposaunistin (auch Jazz)
- Alain Trudel (* 1966), klassischer Posaunist, Dirigent und Komponist
- Steve Turré (* 1948), Jazzposaunist
- Warwick Tyrrell, klassischer Posaunist (u. a. London Philharmonic Orchestra)

## V
- Kalia Vandever (* 1995), Jazz-Posaunist
- Gary Valente (* 1953), Jazz-Posaunist, Modern Creative Jazz
- Frans Van Dyck (1923–2018), belgischer Jazz- und Unterhaltungsmusiker
- Papo Vázquez (* 1958), Jazz-Posaunist, zwischen Bebop und Latin Jazz
- Charles Vernon (* 1948), klassischer Bassposaunist, Bassposaunist beim Chicago Symphony Orchestra, Hochschullehrer Chicago

## W
- Mel Wanzo (1930–2005)
- Brent Wallarab (* 1963)
- Reggie Watkins (* 1971)
- Bill Watrous (1939–2018)
- Florian Weiss (* 1991)
- Fred Wesley (* 1943)
- Lis Wessberg (* 1967)
- Jiggs Whigham (* 1943)
- Annie Whitehead (* 1955)
- Denis Wick (* 1931)
- Thomas Wiedermann (1953–2006)
- Wolter Wierbos (* 1957)
- Roy Williams (* 1937)
- Simon Wills (* 1957)
- Dennis Wilson (* 1952)
- Phil Wilson (* 1937)
- Kai Winding (1922–1983)
- Adolf Winkler (* 1939)
- Nils Wogram (* 1972)
- Elmar Wolf (1939–2006)
- Robert Wolf (* 1992), Posaunist der österreichischen Band Die Draufgänger
- Dave Wolpe (* 1936)
- Britt Woodman (1920–2000)

## Y
- Douglas Yeo (* 1955), klassischer Posaunist (Bass-Posaune, Boston Symphony Orchestra) und Autor
- Trummy Young (1912–1984), Jazzposaunist und Sänger

## Z
- Ralf Zank (* 1960), klassischer Posaunist, Staatskapelle Berlin
- Kiane Zawadi (1932–2024), zunächst Bernard McKinney, Jazz-Posaunist, vor allem Euphonium-Spieler
- Manfred Zeumer (* 1940), klassischer Posaunist, 1979 bis 2005 Soloposaunist der Staatskapelle Dresden
- Daniel Zimmermann (* 1974), Jazzposaunist
- Michael Zwerin (1930–2010), Jazzposaunist (auch Bassposaune) und Autor